# Medienfonds
Der Medienfonds (oder Filmfonds) ist im Finanzwesen ein Investmentfonds in der Form eines geschlossenen Fonds, der das eingesammelte Kapital der Anleger in die Film- und Fernsehproduktion investiert. 
Die Anleger investieren ihr Kapital in Investmentzertifikaten des Investmentfonds. Da es sich um geschlossene Fonds handelt, können Anleger dem Fonds nur während des Platzierungszeitraumes beitreten. Nachdem das notwendige Kapital gesammelt wurde, wird der Fonds geschlossen und ist damit für weitere Geldanlagen nicht mehr zugänglich. Geschlossene Fonds rekrutieren deshalb von vorneherein eine begrenzte Teilnehmerzahl, die das Fondsvermögen aufbringt.

## Fondsvermögen
Das Fondsvermögen bildet das Sondervermögen, das nach § 92 Abs. 1 KAGB von dem eigenen Vermögen der Kapitalverwaltungsgesellschaft getrennt zu halten ist. Zum Fondsvermögen eines Medienfonds gehört die Finanzierung von Film- und Fernsehproduktionen (englisch producer funds) und Filmlizenzen (englisch buyer funds). Von Bedeutung für die Ausschüttung des Medienfonds sind die Einspielergebnisse aus Kino und Fernsehen. 

## Rechtliche und steuerliche Aspekte
Die Rechtsform für Medienfonds ist typischerweise die GmbH & Co. KG, wobei die Anleger als Kommanditisten fungieren. Dabei ist die GmbH persönlich haftender Gesellschafter; sie muss nicht am Gesellschaftskapital des Fonds beteiligt sein, und ihre Geschäftsführer müssen nicht aus der Filmbranche stammen.
Investmentzertifikate aus geschlossenen Fonds gehörten bis Juni 2012 zum grauen Kapitalmarkt. Durch die Novelle des Finanzanlagenvermittler- und Vermögensanlagenrechts sind sie nunmehr zu Finanzinstrumenten im Sinne des § 1 Abs. 1 Nr. 5 KWG und § 1 Abs. 4 Nr. 2 WpHG geworden und unterliegen der Bankenaufsicht. Den Begriff des „geschlossenen Fonds“ gibt es seitdem nicht mehr, sie heißen nunmehr „geschlossene Investmentvermögen“.
Gemäß § 15b Abs. 1 EStG dürfen bei Steuerstundungsmodellen – wozu der Medienfonds gehört – negative Einkünfte (also Verluste) weder mit Einkünften aus Gewerbebetrieb noch mit Einkünften aus anderen Einkunftsarten ausgeglichen werden; sie dürfen auch nicht nach § 10d EStG abgezogen werden. Dadurch haben Medienfonds weitgehend an Attraktivität verloren. Vom Filmerfolg völlig unabhängig, ermöglichte die Investition in einen Medienfonds bis 2001 die Senkung der Steuerlast durch Anrechnung von steuerlichen Verlusten, die tatsächlich nicht oder nur anteilig existierten; damit entsprach der Filmfonds dem Konzept eines Steuerstundungsmodells.
Das Bundesfinanzministerium erließ am 23. Februar 2001 ein BMF-Schreiben, das die ertragsteuerliche Behandlung der Materie betraf. Thematisiert wurde unter anderem die Funktion des Filmproduzenten. Damit der Fonds Filmhersteller sein kann, müssen die Anleger Filmsachverstand mitbringen und realen Einfluss auf die Filmproduktion haben. In der Regel tritt die Anlegerversammlung einmal jährlich zusammen, um die Richtlinien der Filmpolitik zu bestimmen. Es ist nicht gefordert, dass jeder individuelle Anleger diesen Filmsachverstand mitbringt, sondern die Gemeinschaft der Anleger kann sich zu diesem Zwecke durch ein Gremium (z. B. einen Beirat) vertreten lassen, das mehrmals jährlich zusammentrifft. Diesem Beirat sollten Personen aus der Film- und/oder TV-Branche angehören. Ist der Beirat hingegen mit Personen besetzt, die dem Fondsinitiator zuzurechnen sind oder diesem nahestehen, so spricht dies dafür, dass dieser geneigt ist, dem Anleger das Risiko abzunehmen, was dessen steuerliche Anerkennung von Verlusten nach den Vorgaben des Medienerlasses torpedieren würde.
Wenn der Fondsinitiator mehrheitlich an der Produktionsgesellschaft beteiligt ist, liegt darin nicht per se ein Verstoß gegen den Medienerlass, wenn seine expliziten Voraussetzungen erfüllt sind. Der Fonds wird nicht fremdbestimmt durch die schieren Beteiligungsverhältnisse.

## Geschichte
Filmfonds gibt es mindestens seit 1974. Die deutschen Medienfonds bestanden zu etwa 80 % aus US-amerikanischen Filmproduktionen. Bis 2005 flossen in diese Fonds 13 Milliarden Euro. Eine erste Welle von Medienfonds gab es Ende der 1970er Jahre in der Bundesrepublik Deutschland.
Die eigentliche Blütezeit der Medienfonds setzte in Deutschland ab 2000 ein und fiel somit mit dem Zusammenbruch der New Economy zusammen. Deutschland war zu diesem Zeitpunkt das einzige Land weltweit, das bei Investitionen in Filme über Medienfonds ohne so genannte local spend (d. h. die Verpflichtung, einen Prozentsatz im Heimatland der Investoren auszugeben) steuerlich einen Totalverlust im Erstjahr berücksichtigte. Mit viel Kapital, aber wenig Wissen in Bezug auf Filmproduktion und Drehbuchbeurteilung versehen, kauften sich die Mehrzahl der Fonds-Geschäftsführer in Hollywoodfilmproduktionen ein, die dort schon länger in den Schubladen lagen (Beispiele: Battlefield Earth, Driven). Innerhalb kurzer Zeit machte in Los Angeles der Begriff „Stupid German Money“ die Runde.
Ab 2004 gelang es einigen Fondsgesellschaften, Gewinne aus ihren Projekten zu erzielen (Beispiele: Der WiXXer, Männer wie wir, 7 Zwerge – Männer allein im Wald, Terminator 3, Alexander, Kubaner küssen besser). Die Stimmung gegen die „Steuerfluchtpraxis“ hatte aber bereits umgeschlagen: Die öffentliche Verwaltung präzisierte die steuerliche Behandlung von Medienfonds und erschwerte die Möglichkeit, Verluste aus Medienfonds zu erzielen. Die Attraktivität der Film- und Fernsehfonds hat dadurch stetig abgenommen.
Nach diesem Medienerlass durfte der Fondsinitiator (Bank oder Anlageberatungsfirma) den Anlegern das Mitunternehmerrisiko und die Mitunternehmerinitiative nicht abnehmen. Die Steuervergünstigung greift nur, wenn der Fonds die Eigenschaft eines „Filmherstellers“ hat. Was ein „Filmhersteller“ ist, hatte der BGH schon vorher in einer Leitentscheidung definiert. Dazu stellte er auf die wirtschaftliche Verantwortung und die organisatorische Tätigkeit ab, die erforderlich sei, um einen Film als fertiges Produkt zu Ende zu bringen. Es kommt dabei gerade nicht auf die künstlerische Kreativität an; Rainer Werner Fassbinder war nach dieser Leitentscheidung kein Filmhersteller.
Ein wesentliches Motiv für diese Anlageform war in der Vergangenheit die so genannte Verlustzuweisung für den Anleger. Im ersten Jahr der Investition waren steuerliche Verluste bis zu 100 % der Kapitaleinlage üblich. Diese Möglichkeit zur Steuerersparnis durch Verlustvortrag wurde im Dezember 2005 beseitigt (siehe § 15b EStG), so dass ein Investment in solche „Steuersparfonds“ weniger interessant wurde.

## Gesetzesnovelle 2005
Als „Steuersparfonds“ gelten Fonds, bei denen von vornherein die Steuerersparnis Zweck war. Solche Fonds wurden vom Fondsinitiator häufig auch entsprechend beworben. Betroffen sind neben Medienfonds vor allem Ökostrom- und Schiffsfonds. Ein entsprechender Gesetzentwurf wurde von SPD-Bundestagsfraktion und CDU/CSU-Bundestagsfraktion gemeinsam eingebracht und am 15. Dezember 2005 im Eilverfahren vom Bundestag beschlossen, bestätigt durch den Bundesrat am 21. Dezember 2005. Das Gesetz trat rückwirkend ab dem 11. November 2005 in Kraft, so dass Anleger, die nach dem 11. November 2005 eine Beteiligung gezeichnet hatten, von den entsprechenden Steuervorteilen nicht mehr profitieren konnten.
Die Medien haben daraus das „Aus für Medienfonds“ abgeleitet. Doch die Gesetzesinitiative steht im Widerspruch zu einer Äußerung des Koalitionsvertrages zwischen CDU/CSU und SPD vom 11. November 2005, in dem unter Abschnitt 2.6 – „Förderung der deutschen Filmwirtschaft“ – gefordert wurde, bis zum 1. Juli 2006 sollten Bedingungen geschaffen werden, privates Investment in Filmproduktionen in Deutschland zu verbessern und der Praxis anderer EU-Mitgliedstaaten anzugleichen.

## Medienfonds mit Leasingstruktur
Zwischen 1998 und 2005 wurden überwiegend Medienfonds vertrieben, die einen festen Lizenznehmer für das Filmwerk in Vertrag hatten. Dieser Lizenzvertrag hat regelmäßig feste Laufzeiten und am Ende eine weitere Verwertungsabrede, zum Beispiel ein Andienungsrecht oder eine Ankaufsoption. Die Lizenzzahlungen werden durch Banken gesichert, welche die Schuld der Lizenznehmer als selbstständige Verpflichtung übernommen haben. Im Frühjahr 2009 kündigte die Bayerische Finanzverwaltung an, diese Fonds einer neuen steuerlichen Beurteilung zu unterziehen. Die Forderung gegen die schuldübernehmende Bank soll in der Bilanz der Fondsgesellschaft zu aktivieren sein, was dazu führt, dass die steuerlichen Verlustzuweisungen der Investitionszeit neutralisiert werden. Betroffen sind etwa 50.000 Anleger, die nun ihre Steuerersparnis zurückzahlen sollen.

## Wirtschaftliche Aspekte
Aus Sicht der Betriebswirtschaftslehre handelt es sich bei geschlossenen Fonds stets um Projektfinanzierungen, also auch bei Filmfonds. In Medienfonds sind volatile immaterielle Güter enthalten, die starken Wertschwankungen unterliegen können, zumal der künftige Erfolg beim Filmpublikum ungewiss ist. Die geringe Marktliquidität und vorhandene hohe Marktenge geschlossener Fonds sind weitere Faktoren, die das Marktrisiko und damit das Finanzrisiko für Anleger stark erhöhen. Es ist mit einem Totalausfall der Geldanlage zu rechnen, weswegen Medienfonds zur schlechtesten Anlageklasse gehören. Dementsprechend sollten nur risikofreudige Anleger (siehe Risikoklasse) in Medienfonds investieren. 
Die während der Produktionsphase anfallenden Verluste konnten bis 2005 mit anderen Einkunftsarten verrechnet werden, Steuern fielen erst später während der Einspiel-Phase an (deshalb „Steuerstundungsmodell“). Nachdem der Medienerlass 2001 und seine Änderung 2003 die Möglichkeiten des Verlustvortrages bei Medienfonds bereits eingeschränkt hatte, wurde im Dezember 2005 durch § 15b EStG die Verlustverrechnung weitgehend abgeschafft.